# Magyarnádas
Magyarnádas (románul: Nădășelu) falu Romániában, Erdélyben, Kolozs megyében.

## Fekvése
A Nádas mellékpatakja mellett, Kolozsvártól 12 km-re északnyugatra fekszik.

## Története
Először Nadas néven, 1285-ben említették. Előtagja 1485-ben tűnt fel és Oláhnádastól (Kalotanádas) való megkülönböztetésére szolgált.
A középkorban a Bánffy család magyar jobbágyfalva volt Kolozs vármegyében. Lakói a 16. században református hitre tértek. A 17. század pusztításai után lett román többségű.
A 19. század végén és a 20. század elején lakói közül sokan foglalkoztak mészkőfaragással, épületkő-készítéssel.

## Népessége
- 1900-ban 650 lakosából 525 volt román és 125 magyar anyanyelvű; 534 görögkatolikus, 98 református és 10 római katolikus vallású.
- 2002-ben 351 lakosából 334 volt román, 10 cigány és 7 magyar nemzetiségű; 339 ortodox és 6 görögkatolikus vallású.

## Látnivalók
- A Lészai-udvarház mai formájában a 19. század végén épült. A 2000-es években a községháza céljára felújították.[2]